# Roemeense klaverpage
De Roemeense klaverpage (Tomares nogelii) is een vlinder uit de familie Lycaenidae. De wetenschappelijke naam is voor het eerst geldig gepubliceerd in 1851 door Herrich-Schäffer.
De soort komt voor in Europa.